# Theodor Harburger

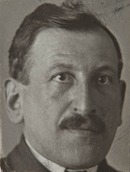
Theodor Harburger

Theodor Harburger (8. September 1887 in München – 15. Oktober 1949 in Nahariya, Israel) war ein deutsch-israelischer Kunsthistoriker.

## Leben
Theodor Harburger kam als Sohn des Rechtsanwaltes Isaak Harburger (1849–1919) und seiner Frau Helene (1861–1916) zur Welt. Nach seinem Abitur am Luitpold-Gymnasium im Jahr 1906 begann Harburger sein Studium an der Ludwig-Maximilians-Universität München. Während des Studiums verbrachte er das Sommersemester 1907 in Genf und das Sommersemester 1908 in Berlin.
Er belegte Seminare im Fach Kunstgeschichte bei Karl Voll, Hermann von Grauert und anderen. 1912 schloss er sein Studium bei Voll in München mit seiner Dissertation „Georg Pencz als Stecher und Maler“ ab.
Nach seinem freiwilligen Dienst während des Ersten Weltkrieges heiratete Harburger 1922 Meta (Miriam) Hoch (1895–1979). Von  1922 bis Mai 1927 war er in der Gewerbeliste als Großhändler für Futterstoffe registriert. Von 1926 bis 1932 erarbeitete Harburger im Auftrag des Verbandes Bayerischer Israelitischer Gemeinden eine umfassende Inventarisierung von jüdischen Kunstobjekten, Friedhöfen, Synagogen in Bayern. Harburger schuf damit eine umfangreiche Dokumentation von jüdischen Kunst- und Kulturgütern in Bayern, die während der Zeit des Nationalsozialismus zerstört wurden. 1933 verließ Theodor Harburger zusammen mit seiner Frau München und ging mit ihr nach Palästina, wo er eine Pension in Tiberias und danach in Nahariya betrieb.
Nach seinem Tod im Jahr 1949 kam sein kompletter Nachlass mit allen Glasnegativplatten an die Central Archives for the History of the Jewish People (CAHJP) in Jerusalem.

## Postume Veröffentlichung seiner Forschungsarbeit
- Die Inventarisation jüdischer Kunst- und Kulturdenkmäler in Bayern. Herausgegeben von den Central Archives for the History of the Jewish People und dem Jüdischen Museum Franken, Fürth und Schnaittach, Bände 1–3, Fürth und Jerusalem 1998.